# Bandeja (espeleología)

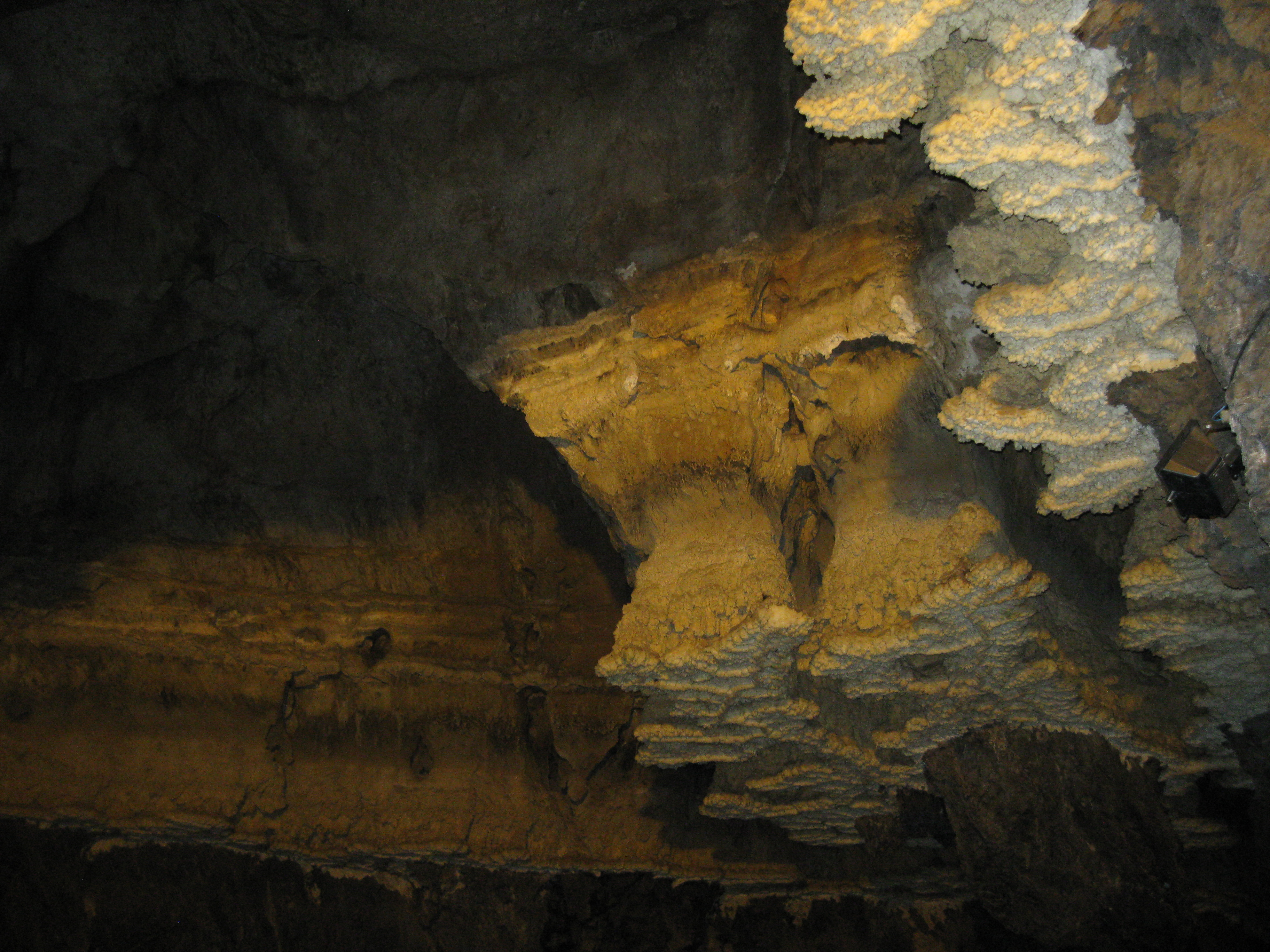
Bandejas en el techo de una cueva de Irán.

Una bandeja, en espeleología, es un espeleotema formado por agrupamientos de coraloides del subtipo palomita de maíz (popcorn) que, habitualmente, colgando del techo terminan en una forma plana. Es una forma secundaria kástica de capilaridad y goteo. Es un espeleotema raro de encontrar. El proceso de formación es complejo e intervienen la capilaridad, el aragonito redepositado como popcorn y la calcita (en algunas ocasiones el yeso).